# Skeltbergets naturreservat
Skeltbergets naturreservat är ett naturreservat i Åsele kommun i Västerbottens län.
Området är naturskyddat sedan 2023 och är 77 hektar stort. Reservatet ligger på Skeltberget sydväst om Åsele och består av grandominerad barrblandskog.